# Actinodaphne sasakii
Actinodaphne sasakii là loài thực vật có hoa trong họ Nguyệt quế. Loài này được (Kamik.) Tang S.Liu & J.C.Liao miêu tả khoa học đầu tiên năm 1971.